# Not 20 Anymore
Not 20 Anymore è un brano musicale della cantante statunitense Bebe Rexha, pubblicato il 30 agosto 2019 come singolo promozionale.

## Descrizione
Il brano è stato scritto dalla stessa cantante con Jordan K. Johnson, Michael Pollack, Oliver Peterhof e Stefan Johnson ed è stato prodotto da German e dai The Monsters & Strangerz

## Pubblicazione
Bebe Rexha ha confermato il singolo  il 12 agosto 2019, rivelandone la copertina il 23 e fissando la data d'uscita al 30 dello stesso mese, giorno del suo trentesimo compleanno.

## Video musicale
Il videoclip è stato reso disponibile in concomitanza con l'uscita del singolo.

## Tracce
1. Not 20 Anymore – 3:03